# 樂吉左衛門
樂 吉左衞門（らく きちざえもん）は、千家十職の一つ、楽焼の茶碗を作る茶碗師の樂家が代々襲名している名称である。2019年7月、16代が襲名。系譜については特にその初期について諸説があったが、今日では1955年に14代（覚入）が発表した統一見解が公式的に受け入れられている。以下もそれに従う。
3代・道入以降の各当主には隠居した時に「入」の字を含む入道号という名前が贈られており、後世にはその名前で呼ばれる事が多い。なお、道入・得入・惺入・覚入は没後に贈られている。

## 歴史
樂家初代の長次郎（ちょうじろう）は、利休居士の創意のもと樂茶碗という新たな焼物を生み出した。楽焼の創設者である。父・あめや（阿米也、飴屋または飴也）と母・比丘尼の間に生まれ、樂家の代名詞ともなる黒釉をかけた茶碗の作製において非常に優れた技量を見せた。
没後、長次郎の妻の祖父・田中宗慶が豊臣秀吉から聚楽第の一字を取った「樂」の黄金の印を与えられた。これが樂家の始まりである。宗慶は千利休と同じ田中姓を持ち、利休にかなり近い存在であったと考えられている。
宗慶とその長男・宗味（長次郎の義父）は樂家の制作活動に深く関わっていたが、前政権の秀吉と親しかったことを慮り、宗慶の次男・常慶（じょうけい）が樂家の2代となった。その後、常慶は初めて吉左衛門を名乗る。本阿弥光悦のとりなしもあって江戸幕府との関係は良好で、芝・増上寺の徳川秀忠の墓には常慶作の香炉が埋葬されていた。
3代を継いだのは常慶の長男・道入（どうにゅう）である。道入は別名（俗称）・のんこう、またはノンカウとも言われる楽焼の名人で、樂家の釉薬の技法を完成させたとまで言われている。また長次郎以外では唯一吉左衛門を名乗らず、吉兵衛と名乗った。
以後、歴代の当主が様々な作品を作り、今日の16代に至っている。

## 歴代
- 初代　　長次郎（?-天正17年（1589年））
- 二代　　常慶（永禄4年（1561年）-寛永12年（1635年））
田中宗慶（長次郎の補佐役と目される）の次男。大振りでゆがみのある茶碗、「香炉釉」と呼ばれる白釉の使用を始める。本阿弥光悦と交流があった。
- 三代　　道入（慶長4年（1599年）-明暦2年（1656年））
二代長男。名「吉兵衛」後「吉左衛門」。別名「ノンカウ」「ノンコウ」。初代や二代とは全く異なる、朱色、黄色など多数の釉薬を使用する明るい作風が特徴。本阿弥光悦の影響と考えられる。
- 四代　　一入（寛永17年（1640年）-元禄9年（1696年））
三代の息子。名「佐兵衛」後「吉左衛門」。初代を模範としつつ、父の技法を取り入れ、地味な色調の中に光沢を持つ作風を特徴とする。
- 五代　　宗入（寛文4年（1664年）-享保元年（1716年））
雁金屋三右衛門（尾形光琳・乾山兄弟の父・宗謙の弟[1]）の子、四代の婿養子。名「平四郎」後「惣吉」。28歳の時「吉左衛門」襲名。いっそう長次郎回帰を進める。
- 六代　　左入（貞享2年（1685年）-元文4年（1739年））
大和屋嘉兵衛次男、五代の婿養子。「光悦写し」の茶碗で知られる。代表作「左入二百」（享保18（1733年）作成）。
- 七代　　長入（正徳4年（1714年）-明和7年（1770年））
六代長男。茶道人口が町人にまで増大する中、茶碗以外に香合や花入れなど多数の作品を制作。代表作「日蓮像」（樂家所蔵）。
- 八代　　得入（延享2年（1745年）-安永3年（1774年））
七代長男。父の隠居に伴い1852年に襲名するが、病弱のため、父の死後に弟に家督を譲り隠居、「佐兵衛」と改名。その後も制作を続けるが30歳で早世。25回忌の時に「得入」と賜号され、正式に歴代の中にはいる。
- 九代　　了入（宝暦6年（1756年）-天保5年（1834年））
七代次男。「三代以来の名工」とされ、へら削りの巧みな造形に特徴がある。文政8年に近江国石山に隠棲し、悠々自適の生涯を送った。
- 十代　　旦入（寛政7年（1795年）-嘉永7年（1854年））
九代次男。文化8年（1811年）家督相続。表千家9代・了々斎と共に紀州徳川家に伺候、「偕楽園窯」開設に貢献。その後「西の丸お庭焼き」「湊御殿清寧軒窯」などの開設にも貢献した功績により文政9年（1826年）、徳川治宝より「樂」字を拝領。作風は織部焼、伊賀焼、瀬戸焼などの作風や意匠を取り入れ、技巧的で華やかとされる。
- 十一代　慶入（文化14年（1817年） - 明治35年（1902年））
丹波国南桑田郡千歳村（現京都府亀岡市千歳町）の酒造業・小川直八三男。十代婿養子。弘化2年（1845年）に家督相続。明治維新後、茶道低迷期の中、旧大名家の華族に作品を納めるなど家業維持に貢献。
- 十二代　弘入（安政4年（1857年） - 昭和7年（1932年））
十一代長男。明治4年に家督相続するが、茶道衰退期のため若いときの作品は少なく、晩年になって多数の作品を制作する。大胆なへら使いに特徴があるとされる。大正8年（1919年）に隠居、以後は京都本邸と九代の別荘であった滋賀県の石山を往復し、優雅な晩年を送る。
- 十三代　惺入（明治20年（1887年） - 昭和19年（1944年））
十二代長男。釉薬、技法の研究を歴代中最も熱心に行い、また、樂家家伝の研究を行う。昭和10年（1935年） - 昭和17年（1942年）にそれらの研究結果を『茶道せゝらぎ』という雑誌を刊行し発表。しかし晩年に太平洋戦争が勃発、跡継ぎである長男も応召、研究も作陶も物資不足の中困難となり、閉塞する中没した。
- 十四代　覚入（大正7年（1918年） - 昭和55年（1980年））
十三代長男。昭和15年（1940年）、東京美術学校（現東京芸術大学）彫刻科卒[2]。卒業後、召集され従軍。昭和20年（1945年）に生還するも、前年に父が死去、茶道も低迷期を迎えていた。好景気となる昭和35年（1960年）以降、作品が充実するようになる。彫刻の理論を生かした立体的造形は他代には見られない特徴とされる。昭和53年（1978年）、樂家歴代史料を基に「樂美術館」開設。同年文化庁より無形文化財指定される。その2年後に急逝。
- 十五代　直入(じきにゅう)（昭和24年（1949年）-）
十四代長男、光博。京都市生まれ。京都府立朱雀高等学校、東京芸術大学彫刻科卒。イタリアローマ・アカデミア留学。十四代の没後、昭和56年（1981年）11月襲名。日本国内外で数々の賞を受賞し、陶工としてだけではなく「陶芸作家」としての評価も高い。1997年に織部賞を受賞。平成19年（2007年）、佐川美術館（守山市）に新設された樂吉左衛門館、茶室を設計。令和元年（2019年）、隠居し直入を名乗る。
- 十六代　樂吉左衛門（昭和56年（1981年）-）※当代
十五代長男、篤人(あつんど)。京都市生まれ。東京造形大学彫刻科卒。平成23年（2011年）先代のもとで作陶に入る。令和元年（2019年）7月襲名。著書に『定本 樂歴代』。